# Kreuzkirche (Penzing)

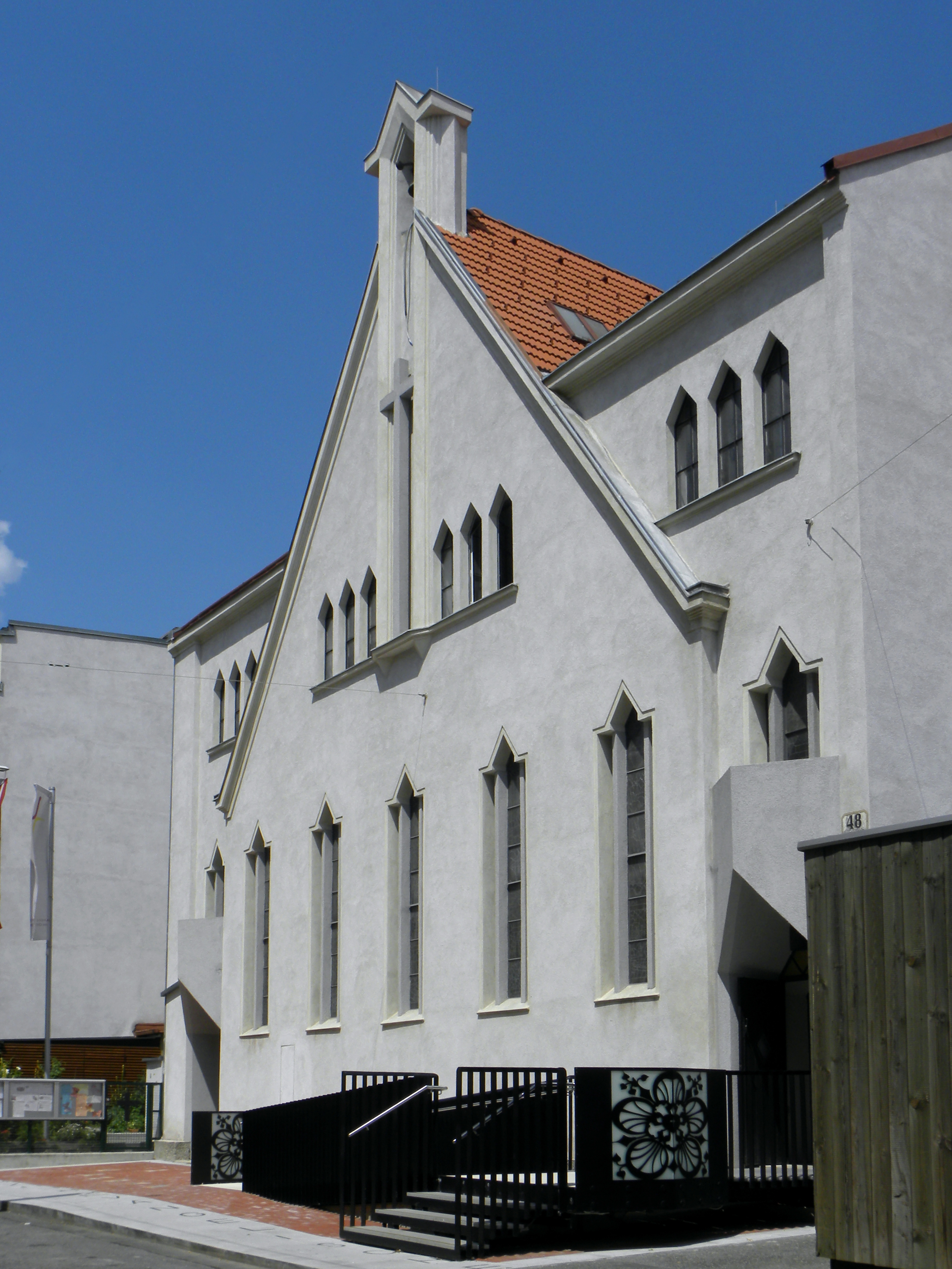
Kreuzkirche in Penzing

Die Kreuzkirche ist ein evangelisch-lutherisches Kirchengebäude im 14. Wiener Gemeindebezirk, Penzing.

## Lage und Architektur
Die Kreuzkirche befindet sich in der Cumberlandstraße 48 im Bezirksteil Penzing in einem locker verbauten Gebiet südlich der Westbahn. Das von 1930 bis 1931 errichtete Hauptwerk des Architekten Theophil Niemann besitzt eine symmetrisch gestaltete Frontfassade. Am Mittelrisalit mit einem Zwerchgiebel befindet sich ein Giebelreiter mit einer kleinen Glocke. Die Fassade ist durch Dreiecksformen mit neugotischen Anklängen gekennzeichnet. Die Cumberlandstraße zählte bis 1938 zum 13. Wiener Bezirk, Hietzing.
Die Innengestaltung der Kirche ist im Wesentlichen ein Werk Erwin Schneiders, des Pfarrers der Erbauungszeit. Auf den nach Entwürfen von Schneider gefertigten Kirchenfenstern sind unter anderem Martin Luther, Philipp Melanchthon und Johann Sebastian Bach dargestellt. Zwei Wandgemälde sind Kopien nach Albrecht Dürers Die vier Apostel. Auf der Kanzel befinden sich geschnitzte Evangelisten-Darstellungen von Ferdinand Opitz.
Im evangelischen Kirchenbau im Österreich der Ersten Republik stellt die denkmalgeschützte Kreuzkirche gemeinsam mit der Verklärungskirche und der Zwinglikirche den Höhepunkt der Entwicklung dar, auf althergebrachte kirchenarchitektonische Gliederungsprinzipien zu verzichten und der Funktionalität einen hohen Stellenwert einzuräumen.

## Geschichte
Die in der Kirche beheimatete Pfarrgemeinde Hietzing gehört zur Evangelischen Superintendentur A. B. Wien. Die Pfarrgemeinde ist weiterhin nach Hietzing benannt, obwohl sich ihre Pfarrkirche seit 1938 im 14. Gemeindebezirk und nicht mehr im 13. befindet. Im heutigen Bezirksgebiet von Hietzing, in der Hügelgasse 9, besitzt die Pfarrgemeinde ein Gemeindehaus, in dem viele ihrer Veranstaltungen stattfinden. Das Gebiet der Pfarrgemeinde erstreckt sich über Teile des 13., 14. und 15. Gemeindebezirks.
Das Grundstück in der Cumberlandstraße 48 wurde 1913 erworben und dort im darauf folgenden Jahr ein Predigtsaal eingeweiht. Der mit der Planung und dem Bau der Kreuzkirche 1930/31 beauftragte Architekt Theophil Niemann war selbst evangelisch und lebte im 13. Gemeindebezirk. Ab 1934 befand sich die ehemalige Hausorgel des Komponisten Franz Schmidt in der Kirche. 1938 bis 1972 fungierte Julius Peter (1906–1995) als Kantor, der als künstlerischer Leiter der Bachgemeinde Wien viele Konzerte, nicht nur in der Kreuzkirche, verantwortete. 1997 wurde eine neue Orgel eingerichtet und durch den 1994 bis 2006 hier wirkenden Organisten Norbert Zeilberger eingeweiht.
Die 1961 selbstständig gewordene Pfarrgemeinde Lainz der Evangelischen Friedenskirche war 1957 als Tochtergemeinde der Pfarrgemeinde Hietzing entstanden.